# Everett Dirksen
Everett McKinley Dirksen (ur. 4 stycznia 1896 w Pekinie w stanie Illinois, zm. 7 września 1969 w Waszyngtonie) – amerykański polityk i prawnik, członek Izby Reprezentantów (1933–1949) z ramienia Partii Republikańskiej, senator ze stanu Illinois (1951–1969), przewodniczący republikańskiej mniejszości w senacie (1959–1969), przedstawiciel umiarkowanego skrzydła tej partii, tzw. RINO („Republikanin tylko z nazwy”).